# Grzybniczka
Grzybniczka [ɡʐɨbˈnit͡ʂka] (tiếng Đức: Neu Griebnitz)  là một khu định cư ở khu hành chính của Gmina Manowo, thuộc quận Koszalin, Tây Pomeranian Voivodeship, ở phía tây bắc Ba Lan. Nó nằm khoảng 13 kilômét (8 mi)   phía đông nam Manowo, 22 km (14 mi) về phía đông nam Koszalin và 140 km (87 mi) về phía đông bắc của thủ đô khu vực Szczecin.
Trước năm 1945, khu vực này là một phần của Đức. Đối với lịch sử của khu vực, xem Lịch sử của Pomerania.